# Alte Kirche (Niederweimar)

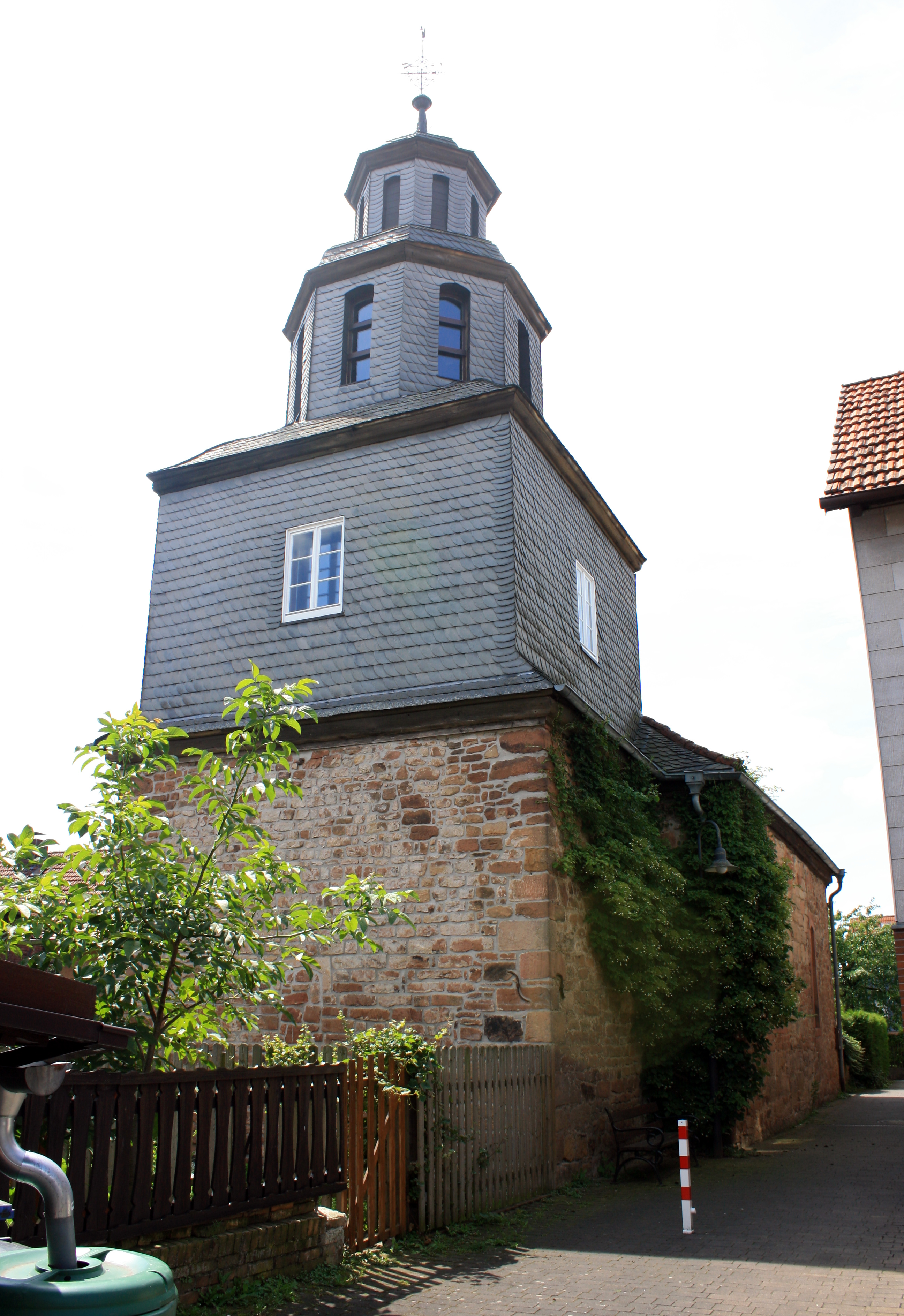
Alte Kirche (Niederweimar)

Die ehemalige evangelische Alte Kirche ist ein denkmalgeschütztes Gebäude, das im Ortsteil Niederweimar der Gemeinde Weimar (Lahn) im Landkreis Marburg-Biedenkopf (Hessen) steht. Durch den Bau des Gemeindezentrums verlor die alte Kirche 1974 ihre kirchliche Funktion. Die Gemeinde Weimar übernahm von der Evangelischen Kirche von Kurhessen-Waldeck die alte Kirche. Über den Kultur- und Förderverein Alte Kirche Niederweimar e.V.  (s. Weblinks) wird sie für kulturelle Veranstaltungen genutzt. 

## Beschreibung
Die im Kern romanische Chorturmkirche wurde im 13. Jahrhundert erbaut. Im 18. Jahrhundert war sie jedoch so verfallen, dass sie zwischen 1769 und 1782 bis auf das Mauerwerk abgetragen und wieder aufgebaut werden musste. Das Oberteil des quadratischen Turmes wurde mit einem Geschoss aus schieferverkleidetem Holzfachwerk aufgestockt, mit einem achteckigen Aufsatz versehen einer Laterne bedeckt. Um 1930 wurde die Trennwand zwischen Glockenturm und dem mit einer Flachdecke überspannten Kirchenschiff entfernt und der Altar in das geöffnete Erdgeschoss des Turms verlegt, so dass der Chorbogen nun besser zur Geltung kam. Die Kanzel mit ihrer Balustrade wurde auf die gegenüberliegende Seite verlegt. Von den drei Emporen ist nur die im Westen erhalten.